# Passage Josset
Le passage Josset est une voie du 11e arrondissement de Paris, en France.

## Situation et accès

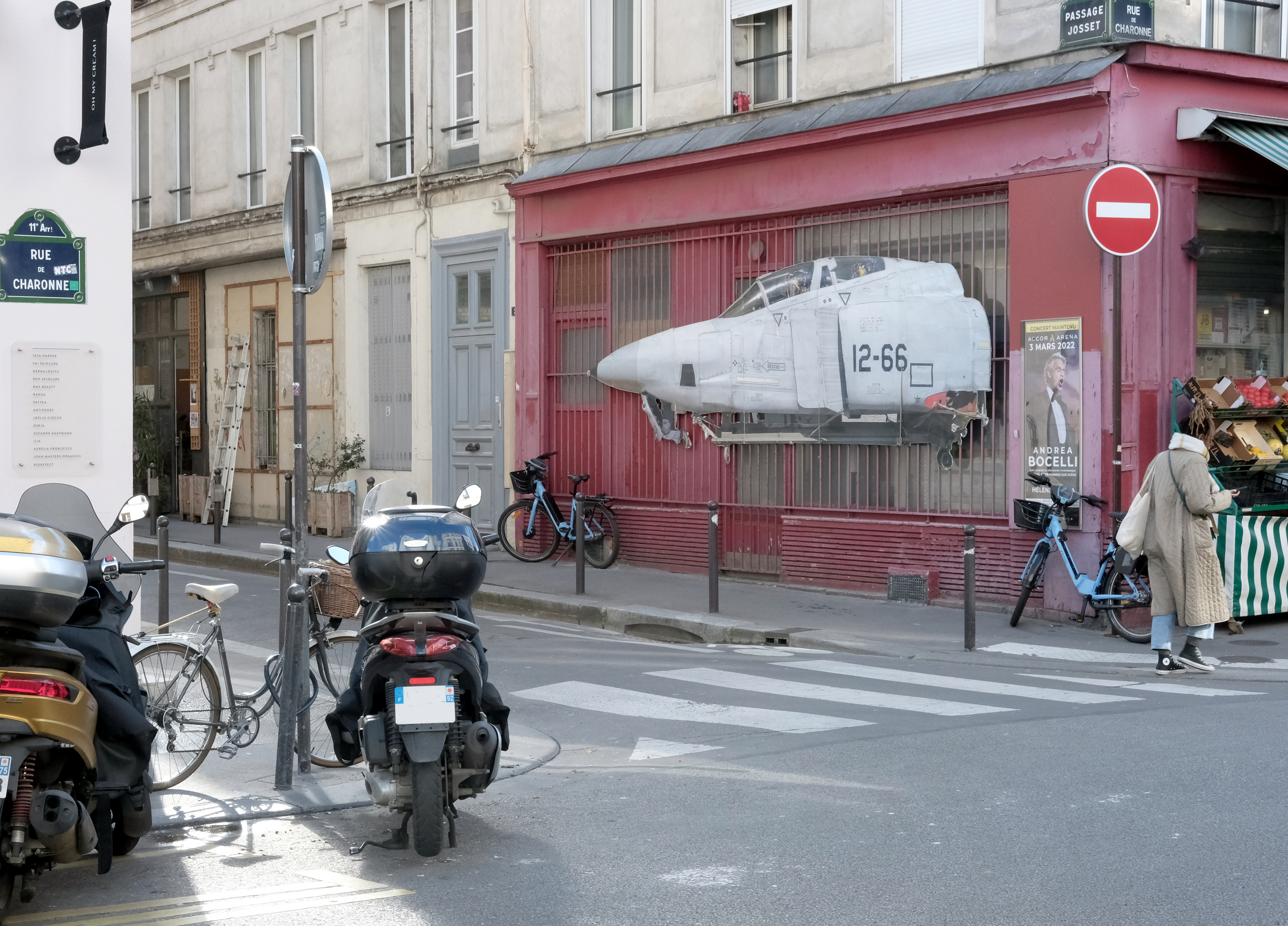
Passage Josset à l'angle de la rue de Charonne.

Le passage Josset est situé dans le 11e arrondissement de Paris. Il débute au 38, rue de Charonne et se termine en impasse.
Le passage Josset est accessible par la ligne de métro 8 à la station Ledru-Rollin.

## Origine du nom
Il porte le nom de M Josset, propriétaire des terrains.

## Historique
Ce passage qui a été formé en 1835 sur le chantier de M. Josset, qui était marchand de bois, a été amputé de la partie qui aboutissait cour du Bras d'Or lors de l'ouverture de l'avenue Ledru-Rollin